# Língua protogrega

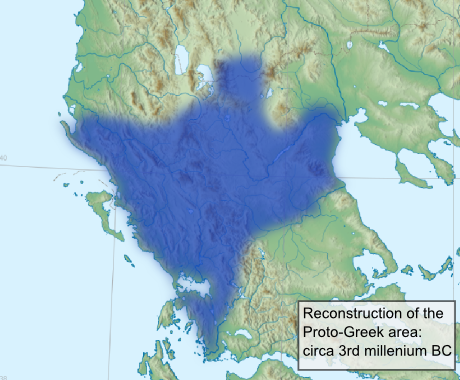
Reconstrução da área proto (primitiva) grega no 3º milênio aC

O protogrego é o suposto ancestral comum a todas as variedades do grego, incluindo o micênico, o grego clássico e seus dialetos (ático-jônico, eólico, dórico e o grego do noroeste) e, posteriormente, o koiné, o grego bizantino e o grego moderno. A maior parte dos estudiosos inclui os fragmentos da língua macedônia antiga como descendente de uma língua anterior, "proto-helênica", ou como descendente do próprio protogrego, na qualidade de língua helênica ou mesmo de um dialeto do grego.
O protogrego teria sido falado no fim do terceiro milênio a.C., muito provavelmente nos Bálcãs. A unidade do idioma teria terminado à medida que os migrantes helênicos que falavam um ancestral do micênico, entraram na península grega, por volta dos séculos XXI a XVII a.C., e separaram-se assim dos gregos dórios, que entraram na península somente um milênio mais tarde (ver invasão dórica) e, portanto, mantiveram um dialeto que é considerado, em alguns aspectos, mais arcaico.
A evolução do protogrego deve ser considerada em relação a um sprachbund anterior paleobalcânico, que torna difícil delinear as fronteiras exatas entre cada uma destas protolínguas. A representação caracteristicamente grega das laringais em início de palavra por vogais protéticas é partilhada pelo armênio, que também possui em comum com o grego outras peculiaridades fonológicas e morfológicas do grego. O parentesco entre o armênio e o grego explicaria a natureza parafilética da isoglossa centum-satem.
As grandes semelhanças entre o grego antigo e o sânscrito védico sugerem que tanto o protogrego quanto o protoindo-iraniano ainda eram muito semelhantes a um protoindo-europeu tardio, o que o situaria cronologicamente em algum ponto do quarto milênio a.C., ou de um protoidioma greco-ariano posterior ao protoindo-europeu. Esta última hipótese, no entanto, tem pouco apoio entre os linguistas, já que tanto a distribuição geográfica quanto cronológica do grego e do indo-ariano se encaixam com a hipótese Kurgan, do protoindo-europeu.